# Отешань
Отешань, Отешані (рум. Oteșani) — село у повіті Вилча в Румунії. Входить до складу комуни Отешань.
Село розташоване на відстані 178 км на північний захід від Бухареста, 27 км на захід від Римніку-Вилчі, 85 км на північ від Крайови, 139 км на південний захід від Брашова.

## Населення
За даними перепису населення 2002 року у селі проживала 1431 особа, усі — румуни. Усі жителі села рідною мовою назвали румунську.